# Petr Vlček
Petr Vlček (* 18. Oktober 1973 in Marienbad/Mariánské Lázně) ist ein ehemaliger tschechischer Fußballspieler.

## Karriere
Petr Vlček schaffte den Sprung in den Profifußball 1993/94 bei Viktoria Pilsen. Anfang 1997 wechselte der Abwehrspieler zu Slavia Prag. In diesem Jahr kam er auch zu seinem ersten von insgesamt 18 Länderspielen. 2000 gehörte Vlček zum EM-Kader der tschechischen Nationalmannschaft. 
Nach der Europameisterschaft wechselte Vlček zu Standard Lüttich, dort machte er allerdings nur elf Spiele. 2001 ging er zu Panionios Athen, wo er vier Jahre blieb. Anschließend spielte er ein halbes Jahr für Ethnikos Achnas, ehe er Anfang 2006 zu seinem ehemaligen Klub Viktoria Pilsen zurückkehrte. 
Im Sommer 2006 allerdings sortierte ihn Trainer Michal Bílek aus dem Kader für die erste Mannschaft, Vlček wechselte zum griechischen Zweitligisten Niki Volos. Anfang 2007 wechselte er zum 1. FC Bad Kötzting, weil er seiner schwangeren Frau nahe sein wollte, die nicht bereit war, nach Griechenland zu ziehen. Im Sommer 2008 wechselte Vlcek zur zweiten Mannschaft der SpVgg Weiden, die er allerdings nach nur einem Jahr aus beruflichen Gründen wieder verließ.